# Melchior Ferdinand Joseph von Diepenbrock
Melchior Ferdinand Joseph von Diepenbrock  (né le 6 janvier 1798 à Bocholt en principauté épiscopale de Münster,  et mort le 20 janvier 1853 à Breslau) est un cardinal allemand  du XIXe siècle.

## Biographie
Melchior von Diepenbrock descend d'une famille patricienne extrêmement pieuse. Son père Anton est chambellan à la cour de la principauté de Salm, et sa mère Franziska, née Kesting, donne naissance à quatre fils et cinq filles dont Apollonia (de). Il passe sa jeunesse au domaine paternel de Horst à Hotwick, qui fait partie aujourd'hui de la commune de Bocholt. Après avoir participé à la  campagne de 1813-1815 en tant que second lieutenant et étudié au lycée français de Bonn, il commence ses études en vue du sacerdoce, influencé en cela par son professeur à Landshut, Johann Michael Sailer, futur évêque de Ratisbonne, qui avait fait un séjour à Horst en 1818. Après avoir fréquenté l'université de Landshut, il suit les cours 
de l'université de Mayence et de l'université de Münster. Il est ordonné prêtre le 27 décembre 1823 à  Ratisbonne. Ensuite, il entreprend des études sur la mystique médiévale. 
En 1829, Diepenbrock devient secrétaire de son ancien professeur, Mgr Johann Michael Sailer, devenu évêque de Ratisbonne, et en 1830 il est nommé chanoine du chapitre de la cathédrale de Ratisbonne. Bien qu'il ait refusé de succéder à Sailer - mort en 1832 - il devient prédicateur de la cathédrale, en 1835 doyen de la cathédrale et 1842 vicaire général. Pour ses services à Ratisbonne, il reçoit du roi de Bavière le titre de baron en 1845, après avoir été élu prince-évêque de Breslau. Le pape Pie IX le crée cardinal au consistoire du 30 septembre 1850.

## Publications
- Geistlicher Blumenstrauß aus spanischen und deutschen Dichter-Gärten, den Freunden der christlichen Poesie dargeboten., Seidel, Sulzbach/Regensburg 1826 (Sammlung).
- Erinnerungen an den jungen Grafen von Stolberg
- Heinrich Susos, genannt Amandus, Leben und Schriften, Regensburg 1829
- Gesammelte Predigten, Regensburg 1841 bis 1843
- Hirtenbrief des hochwürdigsten Herrn Fürstbischofes von Breslau, Melchior Freiherr von Diepenbrock, an den gesammten ehrwürdigen Clerus und alle Gläubigen des Bisthums bei seinem Amts-Antritte erlassen. Heinrich Richter, Breslau 1845; 3. Auflage in Kommission bei G. Ph. Aderholz (Druck und Papier von Heinrich Richter), Breslau 1845
- Hirtenbriefe Sr. Eminenz des Cardinal-Fürstbischofs von Breslau, Melchior Freiherrn von Diepenbrock, Doctor der Theologie, Ritter etc. etc. („Mit Genehmigung Sr. Eminenz des Cardinal-Fürstbischofs. Der Erlös ist für die Herstellung der vom heiligen Willibrordus erbauten St. Martin’s Pfarrkirche zu Emmerich am Rhein“), Aschendorff, Münster 1853.

## Sources
- Fiche  sur le site fiu.edu